# Jalazone
El camp de Jalazone o al Jalazun (àrab: مخيّم الجلزون, muẖayyam al-Jalazūn) és un camp de refugiats palestí a la governació de Ramal·lah i al-Bireh, al centre de Cisjordània, situat 7 quilòmetres al nord de Ramal·lah i adjacent a la vila de Jifna al nord, Deir Dibwan a l'est, Bir Zeit a l'oest i l'assentament israelià de Beit El al sud-est.

## Demografia
Segons l'Oficina Central d'Estadístiques de Palestina (PCBS), el campament tenia 7.708 en 2006 i de 9.998 refugiats en 2016. L'Oficina de les Nacions Unides per a la Coordinació d'Assumptes Humanitaris (OCHA) va calcular que la població total era d'uns 4.311 refugiats en 1967 i estaria en 14.520 en 2007. D'altra banda, les dades d'UNRWA eren de 13.000 refugiats inscrits en el camp. La proporció de gènere en 2007 era 51,3% homes i 48,7% dones. L'edat mitjana dels residents del campament era de 24 anys. La densitat de població és de 51.383 habitants per quilòmetre quadrat.
El campament es mantenen en gran manera gràcies a la feina de l'UNRWA, amb finançament provinent de l'Aràbia Saudita.

## Història

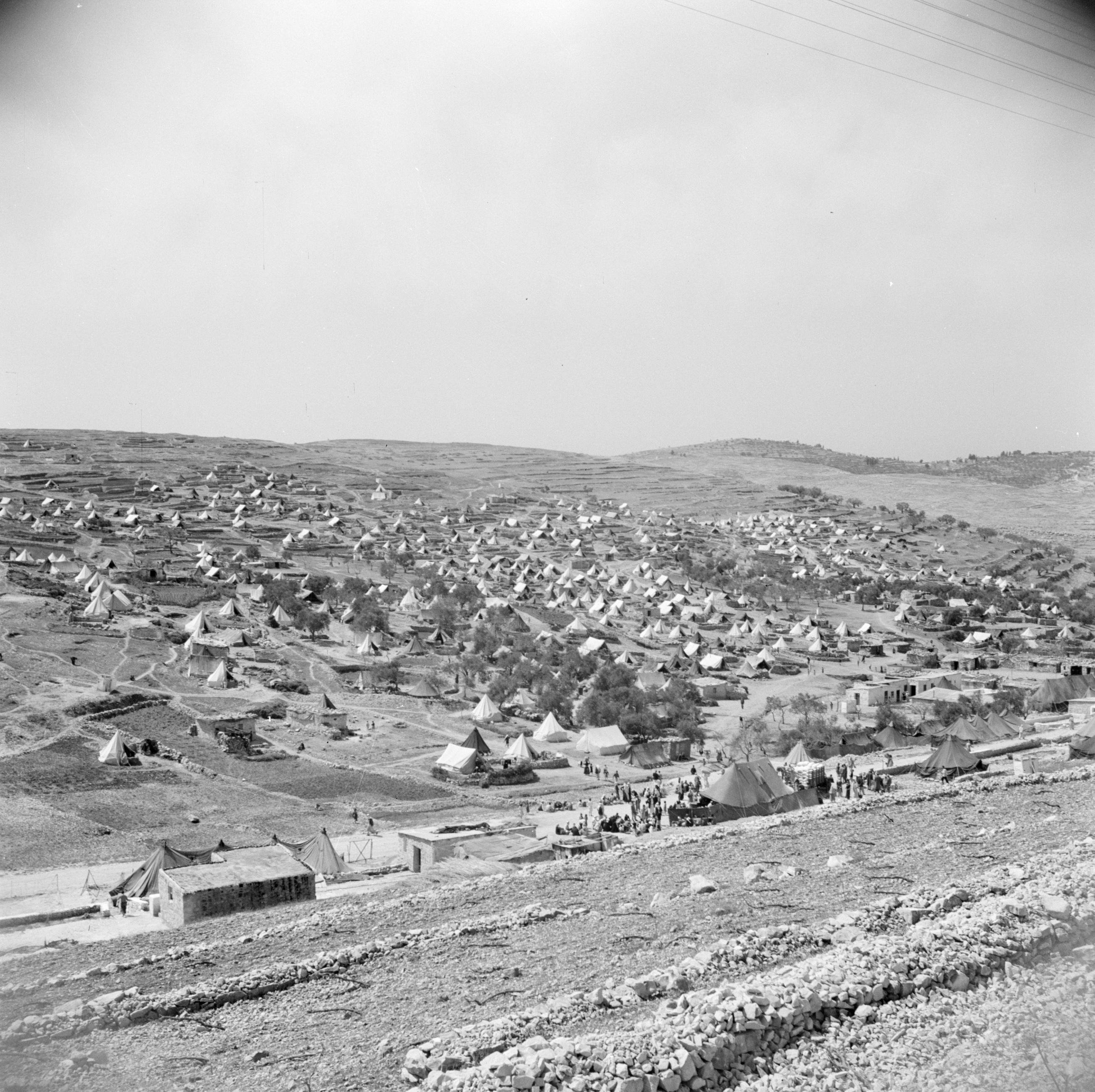
El campament de Jalazone en 1950.

El 29 de novembre de 1947, l'Assemblea General de les Nacions Unides va aprovar la resolució 181, més coneguda com el pla de partició de Palestina, que impulsava la creació d'un estat jueu i un d'àrab al territori del Mandat Britànic de Palestina. Com a conseqüència de l'avanç de les tropes jueves abans i durant la guerra araboisraeliana de 1948, uns 700.000 palestins van ser expulsats o van fugir de les seves llars. A la conclusió de la guerra, Israel els va negar el dret de tornada, per la qual cosa Nacions Unides va decidir crear la Agència de Nacions Unides per als Refugiats de Palestina a Orient Pròxim (UNRWA) i una sèrie de campaments de refugiats a la Franja de Gaza, Cisjordània, Líban, Síria i Jordània.
El campament de Jalazone es va establir en 1949 sobre 253 dúnams (25,3 hectàrees) de terra. La majoria dels refugiats provenia de Lod, Ramla, Haifa, el sud d'Hebron i de moltes altres llogarets de la Palestina central. Segons els arxius d'UNRWA en 2005, la majoria de les famílies en el campament són descendents de refugiats que originàriament vivien en Bayt Nabala (643 famílies) i a la ciutat veïna de Lod (373 famílies). Segons les estadístiques d'OCHA, els refugiats que van arribar al campament de Jalazone provenien d'un total de 36 pobles, la majoria d'ells situats en la Palestina central, i principalment de Bayt Nabala, Annaba, al-Muzayri'un, Innaba,i al-Khayriyya. Uns altres provenien de pobles i ciutats del nord, com Tiberíades, Haifa, Sabbarin o Umm az-Zinat, així com d'al-Dawayima al sud, prop d'Hebron.
Com en tots els campaments de refugiats oficials de Cisjordània, l'Agència de les Nacions Unides per als Refugiats de Palestina al Pròxim Orient (UNRWA en les seves sigles angleses) havia arrendat la terra a Jordània, que controlava de facto el territori. La majoria de les parcel·les eren de propietat estatal abans de l'arrendament, mentre que la resta pertanyien a terratinents locals de diverses localitats properes.

### Ocupació israeliana
Després dels Acords d'Oslo entre l'Autoritat Nacional Palestina (ANP) i Israel, el campament de Jalazone va quedar a la denominada zona B, per la qual cosa els assumptes administratius del campament es van transferir a l'ANP mentre que els assumptes de seguretat van romandre sota control israelià. La creixent expansió de l'assentament israelià de Beit El, que ha arribat fins als voltants de l'escola de nens del campament, ha causat creixents enfrontaments entre els refugiats i els soldats de l'exèrcit israelià, amb xocs pràcticament diaris i contínues incursions dels militars en el campament. UNRWA també proporciona determinats serveis al campament.
El 31 d'octubre de l'any 2000, en el curs d'una manifestació en la cruïlla d'Ayosh, el jove de 17 anys Thaer Ibrahim Shalsh al-Zayd va morir d'un tret en l'abdomen realitzat per l'exèrcit israelià. Un adolescent de 16 anys del campament de Jalazone va morir el 17 d'abril de 2009 per foc israelià quan es disposava a llançar còctels molotov a les cases de l'assentament de Beit El. Es deia Muhammad 'Ali Nawar Hamdan. Muhammad Riad Nayef 'Alian, de 15 nys, va morir el 31 d'agost de 2009 per trets de soldats isralíes que muntaven guàrdia en un lloc de control a l'entrada de l'assentament de Beit El. Es trobava a uns 70 metres d'ells, era de nit i, segons els soldats, els havia llançat un còctel molotov. El 7 de desembre de 2013, un altre adolescent de 15 anys, Wajih Wajdi Wajih a-Ramahi, va morir d'un tret en l'esquena realitzat per soldats israelians. Wajih es trobava juntament amb altres adolescents que llançaven pedres als soldats a una distància de més de 200 metres.
En 2014, dos refugiats del campament van morir i 59 més resultadon ferits durant les incursions de l'exèrcit israelià en Jalazone. Muhammad Mahmoud 'Abd al-'Aziz Mubarak, de 20 anys, va morir el 29 de gener a causa de trets realitzats per soldats israelians poc després que aquest, segons la versió militar israeliana, disparés a una torre de vigilància. L'altre mort es deia Ahmad 'Arafat Hussni Samad'ah, tenia 20 anys i va ser abatut el 16 de juny per soldats israelians, que van afirmar que havia estat llançant-los pedres. A més, el 7 de març, un grup de colons israelians van atacar amb pedres i van amenaçar pistola en mà a un fotoperiodista palestí, Abbas Momani, mentre filmava les protestes setmanals dels joves del campament de Jalazone. Els soldats israelians presents a la zona no van intervenir per detenir el llançament de pedres.
'Ali Mahmoud 'Abd a-Rahman Safi, de 20 anys, va morir el 25 de març de 2015 per trets de l'exèrcit israelià durant una manifestació a les portes de l'assentament israelià de Beit El. El 14 de juny de 2015, dos soldats israelians van ser condemnats a 28 dies de presó i un altre més a 30 dies de confinament a la seva base militar per donar una pallissa i insultar a un manifestant palestí en l'entrada del campament de Jalazone. L'enregistrament d'aquesta agressió va ser la que va permetre exigir responsabilitats als soldats El 31 de juliol de 2015 un jove de 15 anys o 17 anys del campament de Jalazone, anomenat Laith Fadel 'Issa al-Khaldi, va morir per un tret a l'esquena realitzat per un soldat israelià després que ell i altres joves llancessin còctels molotov i ampolles de pintura al lloc militar israelià d'Atara, en protesta pel assassinat del bebè Alí Dawabsha, de 18 mesos, cremat viu a la seva casa després de l'atac d'uns colons israelians. Al novembre de 2016, un adolescent de 15 va quedar en estat vegetatiu pel tret d'una bala de goma en el cap. Es diu Fares Bayed i era resident del campament de Jalazone. Una investigació de l'ONG israeliana B'Tselem catalogà el tret d'"il·legal". El nombre d'arrests i detencions s'ha incrementat dràsticament en els últims anys.
El 23 de març de 2017, l'exèrcit israelià va disparar des d'una torre de seguretat a l'entrada del campament al cotxe en el qual viatjaven Muhammad Mahmoud Ibrahim al-Hattab, de 17 anys, i tres altres joves de 17 i 18 anys, tots ells residents del campament de Jalazone. Els joves van ser portats a l'Hospital Governamental de Ramal·lah, on Muhammad va morir per ferides en pit i espatlla i la resta van ser ingressats en estat crític. El 10 d'abril d'aquest mateix any moria un altre dels ocupants del vehicle, Jaseem Muhammad Nakhla, de 17 anys, per les ferides sofertes al capdavant i espatlla. En total, uns 30 habitants del campament han mort per foc israelià des del final de la Segona Intifada, cinc d'ells en 2014 (tres d'ells nens). Uns 100 residents han resultat ferits en xocs o incursions de l'exèrcit israelià, 60 d'ells nens, dels quals 30 han quedat amb discapacitats permanents i 6 segueixen en estat greu.

## Educació
El campament de Jalazone té dues escoles, una de nens i una altra de nenes, ambdues gestionades per UNRWA i que donen cobertura educativa a uns 2.000 alumnes. L'escola de nenes, amb més de 1.000 alumnes, és una de les més grans de Cisjordània. Ambdues escoles tenen biblioteca, sales d'ordinadors, laboratoris i classes de reforç els dissabtes. La proximitat d'ambdues escoles a l'assentament de Beit El fa que els nens sofreixin els enfrontaments sovint, i molts d'ells han resultat ferits per les magranes de gas, bales de goma i magranes aturdidores que sovint són disparades cap a les escoles.

## Sanitat
En 2007 es va construir en el campament un centre de salut que proveeix als habitants del campament d'atenció reproductiva, pediatria, vacunació, revisions mèdiques i tractament per a malalties tant contagioses com no contagioses, així com tractament psicològic. Un dentista visita el centre mèdic cinc dies a la setmana i també existeix un servei de rehabilitació disponible al Centre de Rehabilitació Comunitari. Encara que s'han fet progressos últimament en aquest aspecte, el nombre de consultes ateses per cada doctor supera encara les 100 consultes diàries.

## Infraestructures
El sistema de clavegueram cobreix el 70% del campament, però es tracta d'un sistema insuficient que sofreix freqüents atranques i que en èpoques d'inundacions provoca la inundació del campament amb aigües fecals.

## Economia
La majoria dels habitants del campament solien treballar a Israel o en els assentaments propers però, arran de la Primera Intifada, amb els freqüents talls de carreteres i les restriccions de moviment que aquella va desencadenar, el nivell de desocupació del campament ha aconseguit cotes molt altes.
UNRWA proporciona parcel·les de terra a 880 refugiats en situació d'especial vulnerabilitat, un 6,7% del total de refugiats en el campament. La Unitat d'Intervenció en moments de Crisis de UNRWA proporciona cobertura a aquells refugiats les llars dels quals resulten danyats per les freqüents incursions de l'exèrcit israelià, incloent la reparació de portes i finestres trencades i la derivació de víctimes amb problemes psicològics a serveis d'assistència mental i legal.
A més, el Programa d'Emergència Diners-Per-Treball proporciona oportunitats laborals dins del campament amb una durada màxima de dos o tres mesos, especialment centrades en famílies que no poden obtenir els aliments que necessiten. Aquests treballs inclouen la reparació del clavegueram, la cementació de voreres i carrers, la construcció de petits jardins o la reparació de refugis, entre d'altres.